# Baixos relleus de Tel Laquix

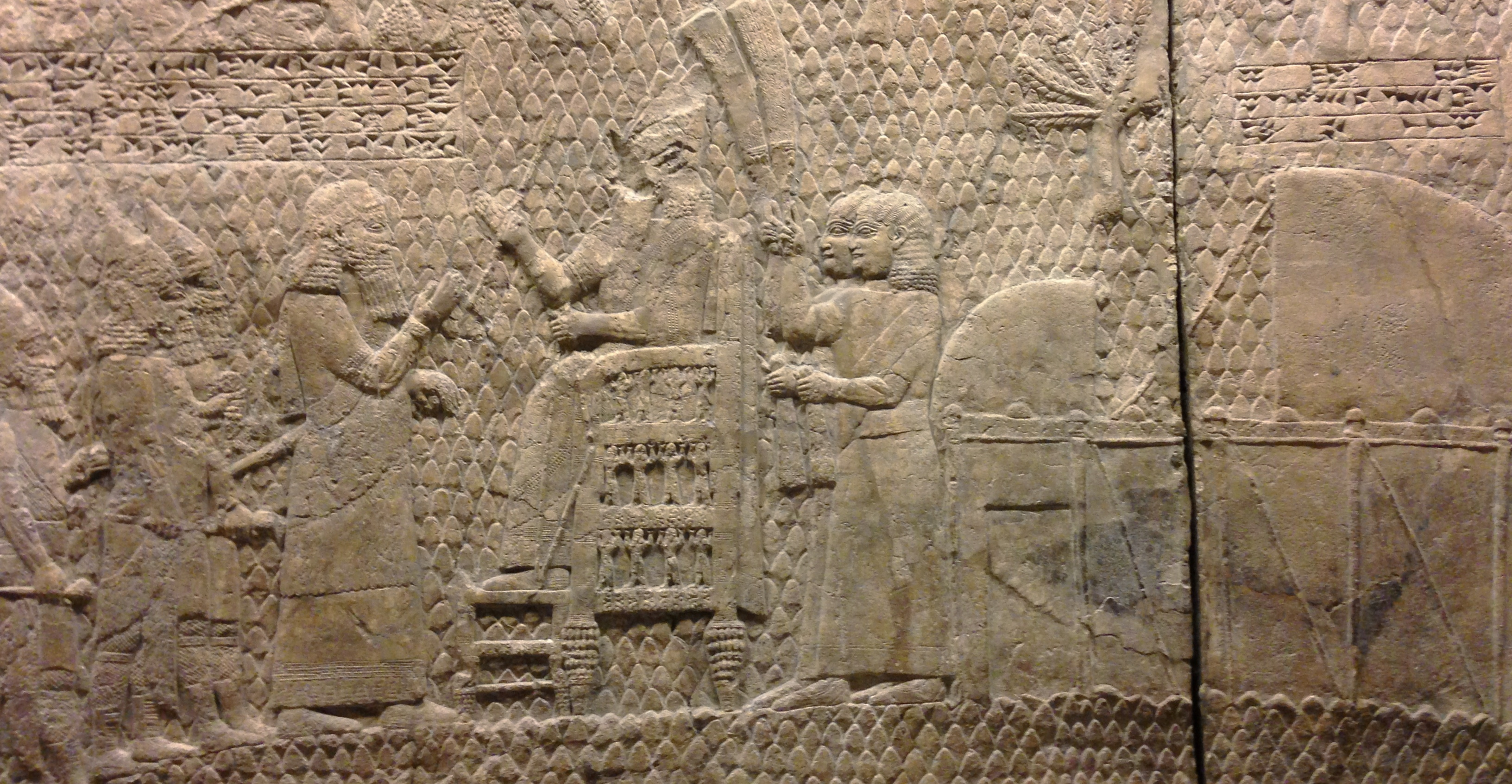
L'única inscripció que identifica el lloc representat en els relleus diu: «Sennàquerib, el rei poderós, rei del país d'Assíria, assegut en el tron del judici, davant (o a l'entrada de) la ciutat de Lachish (Lakhisha). Done permís per a la seua matança». Núm. d'identificació: BM 124911

Els baixos relleus de Tel Laquix són un conjunt de relleus de palaus assiris que relaten la història de la victòria assíria sobre Palestina (regne de Judà) durant el setge de Tel Laquix al 701 abans de la nostra era. Tallat entre el 700 i el 681 ae, com a decoració del Palau de Sennàquerib de Nínive (a l'actual Iraq), el relleu es troba traslladat hui al Museu Britànic de Londres. La sala del palau, on es va descobrir el relleu el 1845-1847, estava completament coberta amb l'anomenat Relleu de Tel Laquix, i tenia 12 metres d'amplada i 5,1 metres de llargària. La seqüència de la Cacera de lleons d'Assurbanipal es trobà ací també.

## Identificació

Setge de Tel Laquix (701 ae). La inscripció diu: «Sennàquerib, rei de l'Univers, rei d'Assíria, s'asseu en un tron i el botí desfila davant ell». Encara al Museu Britànic

Els relleus van ser descoberts per Austen Henry Layard, durant les excavacions realitzades entre el 1845 i el 1847. En comentar la inscripció sobre la figura asseguda de Sennàquerib, Layard va escriure:
| «                     | Ací, per tant, hi havia el quadre reial de la presa de Laquis, la ciutat que sabem per la Bíblia, assetjada per Sennàquerib, quan envià els seus generals a exigir tribut a Ezequies, i que havia capturat abans de tornar; evidència del caràcter més notable per a confirmar la interpretació de les inscripcions, i per a identificar el rei que les feu gravar amb el Sennàquerib de las Escriptures. Aquesta interesantíssima sèrie de baixos relleus contenia, a més, una indubtable representació d'un rei, una ciutat i un poble, els noms dels quals coneixem, i d'un fet descrit en les Escriptures. | » |
| — Austen Henry Layard | |   |

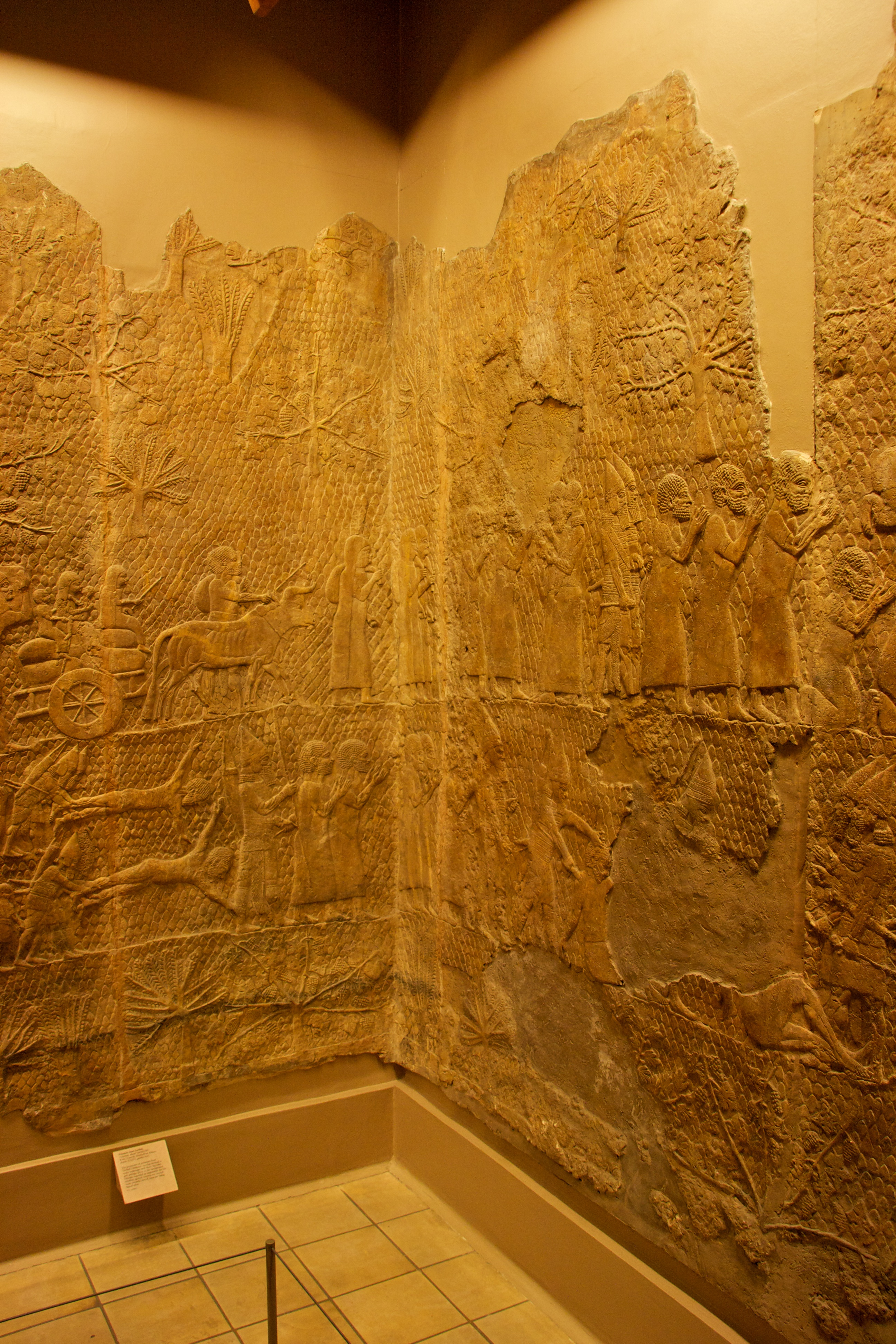
Baixos relleus de Tel Laquix, encara al Museu Britànic

Layard assenyalà en el seu estudi que Henry Rawlinson, el «pare de l'assiriologia», no hi estava pas d'acord amb la identificació com el Laquis bíblic. Rawlinson havia escrit el 1852: «Alhora, és quasi impossible que la captura de Lakitsu, que està representada de la manera més elaborada a les parets del Palau de Sennàquerib de Nínive, es puga referir a aquesta ciutat, perquè els dos noms són escrits de manera prou diferent en els caràcters cuneïformes». Layard i altres van refutar la identificació de Rawlinson, i hi va prevaler la identificació com el Laquis bíblic.

## Descripció

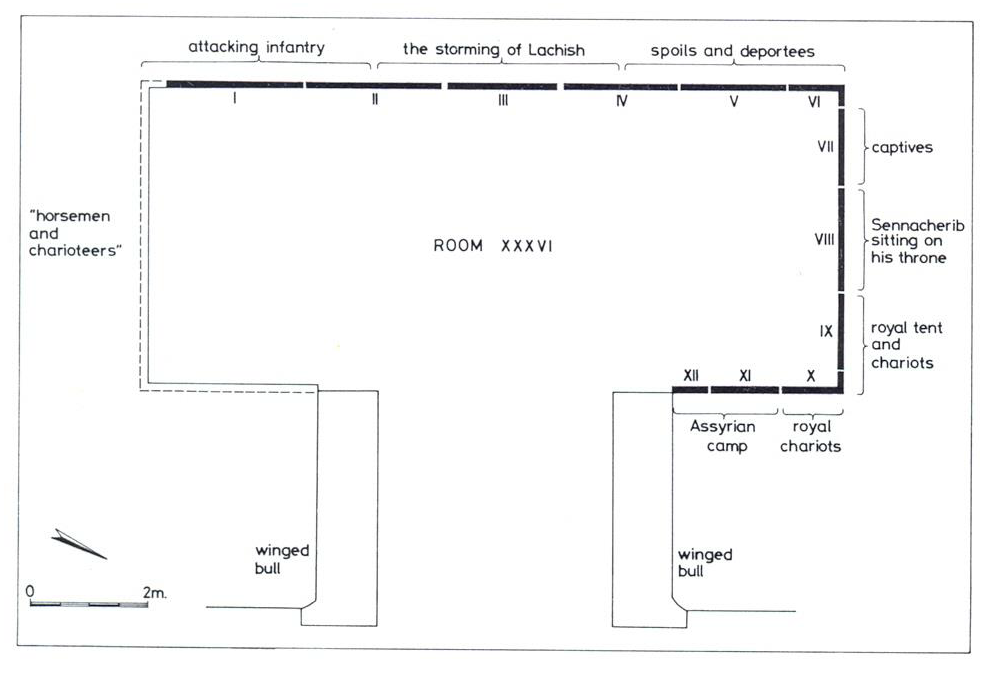
Plànol de planta de la sala del palau amb el relleu de Tel Laquix

El relleu, que consta de dotze plafons, mostra la conquesta de la ciutat palestina de Tel Laquix al 701 abans de la nostra era en una escena narrativa coherent. La narració comença a l'esquerra de l'entrada de la cambra 305 amb una representació de la invasió de l'exèrcit assiri (I i II). Al bell mig del relleu (II-IV) es representa l'assalt a la ciutat, per les portes de la qual (després) la gent fuig i és capturada. L'àrea adjacent mostra els jueus deportats (IV–VI). A la paret lateral dreta (VII) es pot veure al rei Sennàquerib. Després es pot veure la botiga reial i els carros reials (IX i X). La conclusió (XI i XII) n'és la representació d'un campament militar al costat dret de l'entrada.

### Escena primera
La primera escena és al costat esquerre del relleu i mostra foners, arquers i llancers anant cap a la ciutat assetjada en un paisatge esquitxat d'arbres i arbusts.

### Escena segona
Reprodueix l'atac a la ciutat ben armada, fortificada amb un mur poderós. Els soldats ataquen una porta exterior i parts de les fortificacions de la ciutat amb ariets o una mena de torre de setge, rere la qual avancen les tropes amb escuts. Hi ha la poderosa rampa de setge, que ha resistit la prova del temps i encara s'hi pot veure hui. Els defensors de la ciutat llancen torxes a les armes de setge des de la muralla. Alguns dels defensors fugen.

### Escena tercera
Aquesta escena mostra els conqueridors retirant el botí: utensilis de culte i grans tresors. El botí també inclou xiquets i xiquetes, dones i hòmens esclavitzats i, a vegades, es representen amb una carreta tirada per bous de dues rodes. Alguns dels hòmens són assassinats.

### Escena quarta
Mostra el rei Sennàquerib segut al tron. Tots els personatges es giren cap a ell.

### Escena cinquena
Aquesta escena representa el campament de l'exèrcit assiri, i les persones es mostren caminant en direcció contrària i, per tant, s'alineen amb l'escena 4. El campament té planta oval i està protegit per torres i muralla. Dins el campament hi ha tendes i sacerdots fent sacrificis. Hi ha més soldats davant del campament.

## Interpretació

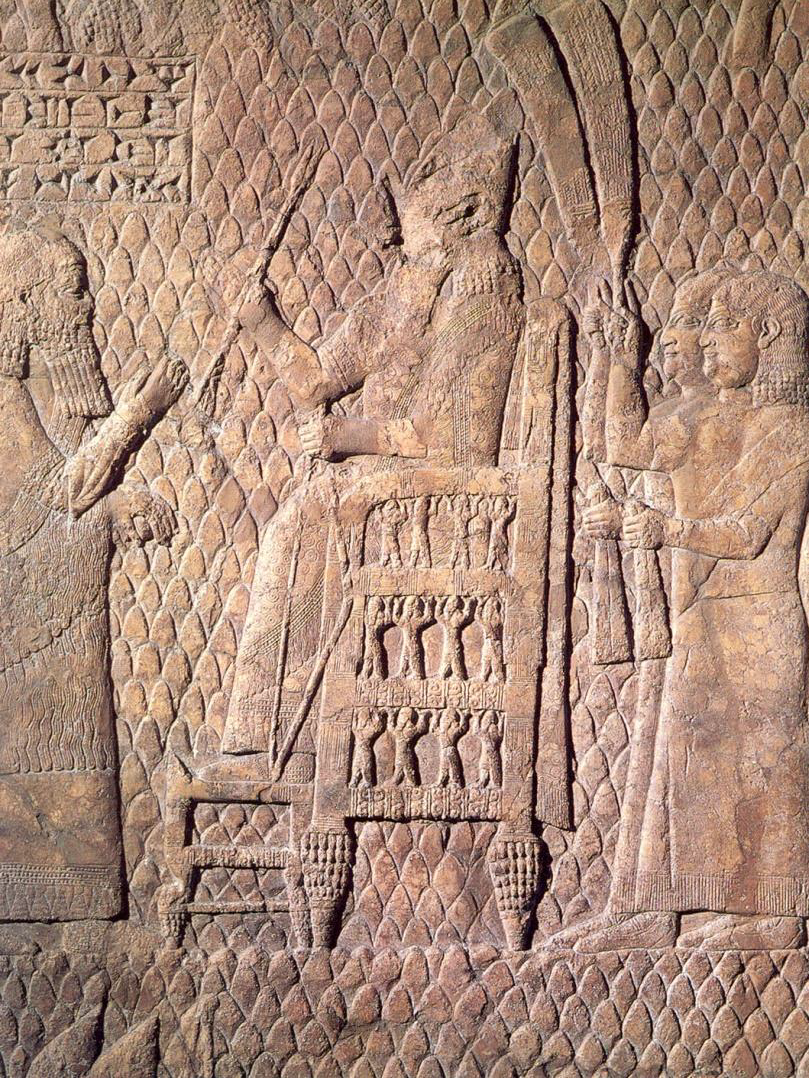
El rei assiri Sennàquerib al tron

Els fets al voltant de la conquesta de Tel Laquix es documenten en fonts del segle viii ae; en la Bíblia, els relleus de Tel Laquix, els Annals de Sennàquerib i en les excavacions arqueològiques de Tel Laquix. Les conquestes de Sennàquerib de les ciutats de Palestina, sense la capital, Jerusalem, s'esmenten en la Bíblia.
En els seus annals, Sennàquerib afirmava que havia destruït 46 ciutats i pobles fortificats de Palestina i que n'havia pres 200.150 captius, encara que aquesta quantitat hui es considera una exageració. Grabbe i altres erudits hui consideren que la ciutat representada en el relleu de Tel Laquix és Jerusalem. Assenyalen que, com que Jerusalem no va ser capturada pels assiris, l'artista de Nínive que va esculpir el baix relleu hi va afegir simplement Lakisu en lloc d'«Ursalimmu» (Jerusalem). Altres autors consideren que el setge de Jerusalem no està representat en el relleu de Tel Laquix, perquè va resultar un fracàs i el relleu és vist com una forma de compensació per no conquistar Jerusalem. La grandària del relleu, la seua posició a la sala central del palau i el fet que el relleu de Tel Laquix constitueix l'únic retrat de batalla creat per Sennàquerib, indiquen la importància que li donà a aquesta batalla.

## Una història del món en cent objectes
Els baixos relleus de Tel Laquix van aparéixer en A History of the World in 100 Objects, uns programes de ràdio del 2010 de la BBC.